# Euphyllodromia heydeniana
Euphyllodromia heydeniana är en kackerlacksart som först beskrevs av Henri Saussure 1864.  Euphyllodromia heydeniana ingår i släktet Euphyllodromia och familjen småkackerlackor. Inga underarter finns listade i Catalogue of Life.